# رابرت آلفانو
 رابرت آلفانو (انگلیسی: Robert Alfano) یک پژوهشگر و استاد دانشگاه در حوزه فیزیک نور، اهل ایالات متحده آمریکا است.